# 젠교역
젠교역(일본어: 善行駅, ぜんぎょうえき)은 일본 가나가와현 후지사와시에 위치한 오다큐 전철의 역이다. 역 번호는 OE 11이다.

## 역사
- 1960년 10월 1일: 젠교 단지의 개발 개시에 따라 각역정차의 정차역으로 영업 개시.
- 2001년 2월: 엘리베이터 설치.
- 2005년: 대기실 설치.
- 2008년 11월 19일: 역 매점을 OX SHOP에 개장.
- 2012년 7월: 행선지 안내기가 신설되어 사용 개시.

## 역 구조
상대식 승강장 2면 2선의 지상역에서 교상 역사를 갖는다. 선로는 수로부에 있다.

### 승강장
| 번호 | 노선        | 방향 | 행선                                |
| ---- | ----------- | ---- | ----------------------------------- |
| 1    | 에노시마 선 | 하행 | 후지사와・가타세에노시마 방면       |
| 2    | 에노시마 선 | 상행 | 사가미오노・신주쿠・ 지요다 선 방면 |

## 역 주변
인접 건물에는 맥도날드나 100엔 숍, 술집, 반찬 가게, 라면집, 파출소 등이 있으며 역 남단(후지사와 역 방향)에는 에노시마 선의 유일한 터널이 있다.
- 후지사와 시 젠교 시민 센터
- 소테쓰 로젠

## 사진

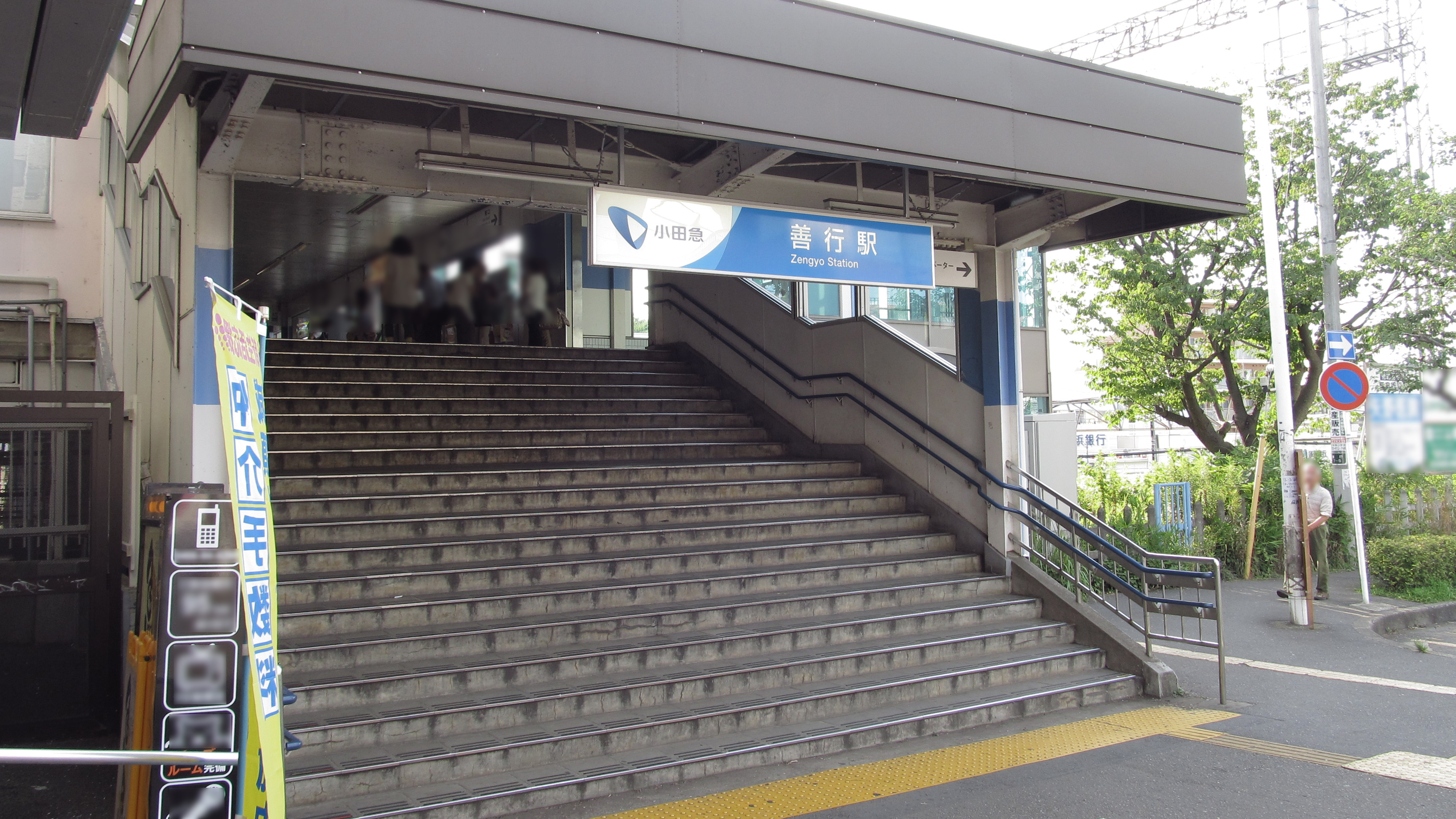
동쪽 출입구

## 인접역
| 오다큐 전철 에노시마 선                | 오다큐 전철 에노시마 선 | 오다큐 전철 에노시마 선                  |
| -------------------------------------- | ----------------------- | ---------------------------------------- |
| OE 10 무쓰아이 니치다이 앞 신주쿠 방면 | ■ 각역정차              | 후지사와혼마치 OE 12 가타세에노시마 방면 |